# Cussey-sur-Lison
Cussey-sur-Lison község (település) Franciaország Burgundia-Franche-Comté régiójában, Doubs megyében. 2022. január 1-jén hozzácsatolták Châtillon-sur-Lison korábbi községet, így új község státuszt kapott.
Lakosainak száma 68 fő (2022. január 1.). Cussey-sur-Lison Rouhe, Rurey, Lizine, Échay, Le Val és Goux-sous-Landet községekkel határos.

## Népesség
A település népességének változása:
| Lakosok száma | 62   | 68   | 68   | 68   |
|               | 2019 | 2020 | 2021 | 2022 |